# Il ritorno degli Ewoks
Il ritorno degli Ewoks (Ewoks: The Battle for Endor) è un film per la televisione del 1985, diretto e sceneggiato da Jim e Ken Wheat.
Il film, trasmesso per la prima volta in America dalla ABC il 24 novembre 1985, è da considerarsi il secondo spin-off facente parte dell'Universo espanso, sequel di L'avventura degli Ewoks della saga fantascientifica Guerre stellari ed è collocato cronologicamente tra L'Impero colpisce ancora e Il ritorno dello Jedi.

## Trama
L'esercito dei Marauder, guidato dal malvagio re Terak e dalla perfida strega Charal, in possesso di un anello dagli enormi poteri, attacca il villaggio degli Ewok. Nella battaglia Mace e i suoi genitori restano uccisi, lasciando sola e sperduta Cindel, la più dolce e piccola della famiglia.
Aiutata, dall'Ewok Wicket, Cindel riesce a scappare in una foresta, dove incontrano uno strano e indipendente animale, di nome Teek, che li conduce nella casa del saggio Noa, un vecchio umano che si era schiantato sul pianeta con la propria nave e viveva lì da molti anni. Inizialmente, il vecchio non vuole aiutare la bimba, ma successivamente si convince e, accompagnati dallo scaltro Ewok, partono alla ricerca di una fonte di energia che permetta di far ripartire la nave danneggiata rubata dal re Terak e dalla strega Charal.
Dopo vari ostacoli incontrati, i due riescono a partire dal pianeta, tra il triste addio degli Ewok e in particolare di Wicket.

## Distribuzione

### Home video
Il film, dopo la messa in onda nel 1985, fu distribuito in VHS e Laserdisc solo nel 1990 attraverso la MGM. Il DVD dovette aspettare circa vent'anni. Tra questa versione e quella in laserdisc ci sono diverse differenze:
- Le seguenti scene sono state tagliate: venendo inseguito dagli uomini di Terak, Wicket corre da Noa, ma questo lo avverte che l'unica possibilità che hanno è nella navicella; la seconda scena eliminata è quella della distruzione della casa di Noa.[1]
- La battuta di Cindel: "Fai qualcosa! Usa la tua fionda!" è stata cambiata in "Fa qualcosa! Fa qualcosa!"[1]
- Il logo iniziale venne modificato. Infatti la prima versione venne distribuita dalla MGM, mentre il DVD fu messo in commercio dalla 20th Century Fox.[1]

Il 23 novembre 2004 venne pubblicata, solo negli Stati Uniti, una versione digitale contenente il film e il suo prequel, L'avventura degli Ewoks. La confezione era composta da un disco a doppio strato, con ciascun film su ogni lato.
Contenuti:
- Entrambi i film della serie
- Presentato nell'originale aspect ratio 1.33:1
- Lingua sottotitoli: inglese
- Tracce audio: inglese (Dolby Digital 2.0 Surround)